# Ara el Bello

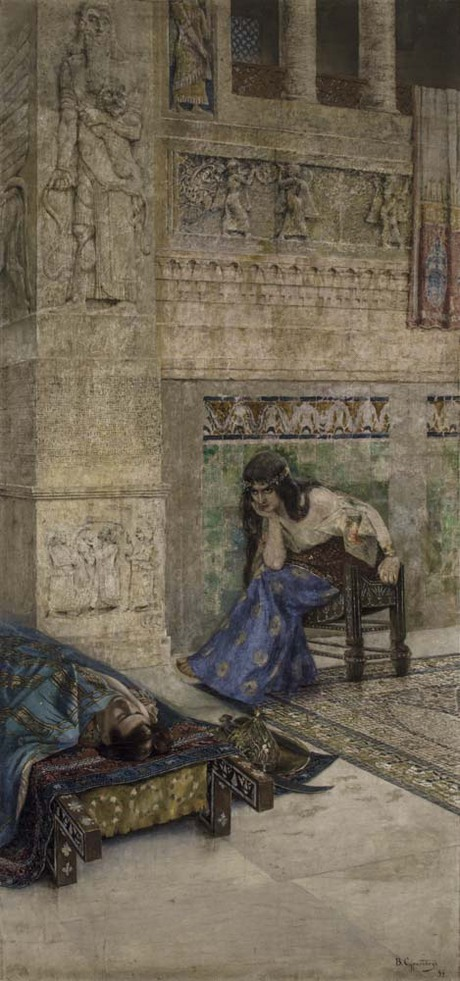
Semíramis frente al cadáver de Ara el Bello, en una pintura de Vardkes Sureniants.

Ara el Bello (en armenio: Արա Գեղեցիկ, Ara Geghetsik) es un héroe legendario de la cultura armenia. Se hizo célebre en la literatura armenia a través de la leyenda popular en la que la reina asiria Semíramis se enamora de su belleza y declara una guerra contra Armenia solo para capturarlo.
A veces se le asocia con el histórico rey de Ararat conocido como Arame, que gobernó en el siglo IX a. C.